# 秋田正彌
秋田 正彌（あきた まさや、1917年3月29日 - 2001年8月7日）は、日本の経営者。大同特殊鋼社長を務めた。広島県出身。

## 経歴
1947年に東京大学工学部機械工学科を卒業し、同年に大同製鋼(のちの大同特殊鋼)に入社。1967年8月に取締役に就任し、1970年8月に常務、1973年8月に専務を経て、1978年9月に副社長に就任し、1982年9月には社長に昇格。1986年5月に取締役相談役に就任し、1998年6月に相談役に就任。
1974年3月に大河内記念技術賞を受賞し、1983年4月に藍綬褒章を受章。
2001年8月7日老衰のために死去。84歳没。